# Gerd Weinreich (Übersetzer)
Gerd Weinreich ist ein deutscher Übersetzer.

## Leben
Gerd Weinreich studierte Psychologie, Germanistik und Pädagogik. Nach einem mehrjährigen Aufenthalt in Dänemark lebt er als Autor, Redakteur und Übersetzer aus dem Dänischen und Norwegischen in Hamburg. 1993 erhielt er den Hamburger Förderpreis für literarische Übersetzungen.

## Schriften (Auswahl)
Poesie
- 33 Gedichte vom Kriegszustand in Friedenszeiten. Hann Münden: Gauke, 1982

Lektürehilfen
- Peter Weiss: Marat, Sade. Frankfurt am Main: Diesterweg, 1974
- Peter Weiss: Die Ermittlung. Frankfurt am Main: Diesterweg, 1983
- Theodor Storm: Der Schimmelreiter. Frankfurt am Main: Diesterweg, 1988

Übersetzung
- Stig Dalager: Ich zähle die Stunden. Monolog für eine Frau in Sarajevo. Wien: Verlag der Apfel, 1994[1]
- Louise Juhl Dalsgaard: Genug. Roman. Übersetzung Gerd Weinreich. Wien: Picus, 2021
- Louise Juhl Dalsgaard: Dinge an die ich denke : Romancollage. Übersetzung Gerd Weinreich. Schönebeck: Moloko, 2023
- Søren R. Fauth: das ist die aRt wie die blätter fallen. Gedicht. Übersetzung Gerd Weinreich. Schönebeck: Moloko, 2024
- Maria Helleberg: Vogelfrei. Roman. Übersetzung Gerd Weinreich. Bergisch Gladbach: Bastei Lübbe, 1996
- Maria Helleberg: Der Pflug des Zorns. Übersetzung Gerd Weinreich, Ingrid Weinreich. Bastei Lübbe, Bergisch Gladbach 1997
- Tine Høeg: Neue Reisende : Roman. Übersetzung Gerd Weinreich. Graz: Droschl, 2020
- Tine Høeg: Tour de Chambre : Roman. Übersetzung Gerd Weinreich. Graz: Droschl, 2022
- Tine Høeg: Hunger : Roman. Übersetzung Gerd Weinreich, Ingrid Weinreich. Graz: Droschl, 2025
- Thøger Jensen: Ludwig. Roman. Übersetzung Gerd Weinreich. Graz: Droschl, 2018
- Thøger Jensen: Vögel an frostigen Tagen : Roman. Übersetzung Gerd Weinreich. Schönebeck: Moloko, 2021
- Knud Sørensen: Grün, grün und unfassbar: Gedichte. Plesser Burgendrucke. Verlag Graphikum Dr. Mock. Bovenden 1985
- Jens Smærup Sørensen: Man erzählt sich von diesem Ort. Mors. Erzählungen. Übersetzung Gerd Weinreich. Morsø Turistforening, 2001

## Hörspiele (Auswahl)
Übersetzung aus dem Dänischen
- 1996: Stig Dalager: Ich zähle die Stunden – Monolog für eine Frau in Sarajewo – Regie: Ulrich Heising (Hörspielbearbeitung – NDR)[2]
- 2003: Elo Sjøgren: Hallo Gott – Dramaturgie und Regie: Gabriele Bigott (Original-Hörspiel, Monolog – RBB)[3]
- 2020: Tine Høeg: Neue Reisende – Bearbeitung und Regie: Rebekka David (Hörspielbearbeitung – SWR)[4]